# Потапенко, Елена Владимировна
Елена Владимировна Потапенко (укр. Олена Володимирівна Потапенко; род. 20 апреля 1993, Луганск) — казахстанская пятиборка украинского происхождения, Мастер спорта Республики Казахстан международного класса.

## Карьера
Елена начала спортивную карьеру в пятиборье в 2007 году в Луганске.
После перехода в сборную Казахстана в 2015 году, Елена приняла участие в Летних Олимпийских играх 2016 года и заняла 9 место, что стало лучшим результатом за всю историю женского пятиборья в Казахстане. За свою карьеру стала победителем и призёром нескольких чемпионатов мира и Европы по современному пятиборью.Так же выступала на Олимпийских Играх в Токио в 2021 году и в Париже в 2024.Неоднократно становилась победителем и призером Этапов Кубков Мира.Чемпионка и неоднократный призер Чемпионатов Азии.В настоящее время тренируется по руководством тренера Сергея Туробова.